# Funnings kirkja
Funnings kirkja är en kyrka i orten Funningur på Eysturoy i Färöarna. Kyrkan tillhör Färöarnas folkkyrka och är en av de tio äldsta träkyrkorna på Färöarna.

## Kyrkobyggnaden
Kyrkan uppfördes av byggmästare Jákup Andreassen och invigdes 31 oktober 1847. Fram till 1929 då Gjógv kirkja färdigställdes var kyrkan gemensam för Funningur och Gjógv.
Ytterväggarna består av stående tjärade brädor. Kyrktaket är täckt med en gräsmatta som vilar på eternitplattor. Tidigare låg gräsmattan på björkbark. Vid västra kortsidan finns en takryttare som är diagonalt sidställd och har ett grått pyramidtak. Kyrkorummet har en öppen takstol.

## Inventarier
- Altartavlan från 1850-talet har motivet Jesus som korsfäst.
- Predikstolen av trä är tresidig.
- Dopfunten är åttkantig och har ett dopfat av tenn från 1735.
- En krucifixfigur utan armar anses vara från 1600-talet.
- Två ljuskronor är skänkta av församlingarna i Gjógv och Funningur.